# Prionochilus
Genre
Prionochilus est un genre de passereaux de la famille des Dicaeidae. Il se trouve à l'état naturel dans la péninsule indochinoise,,,, en Indonésie,,, et aux Philippines,.

## Liste des espèces
Selon la classification de référence du Congrès ornithologique international (version 15.1, 2025) :
- Prionochilus maculatus (Temminck, 1836) — Dicée tacheté, Dicée à poitrine dorée
  - Prionochilus maculatus maculatus (Temminck, 1836)
  - Prionochilus maculatus natunensis (Chasen, 1935)
  - Prionochilus maculatus oblitus (Mayr, 1938)
  - Prionochilus maculatus septentrionalis Robinson & Kloss, 1921
- Prionochilus percussus (Temminck, 1826) — Dicée poignardé, Dicée à poitrine rouge
  - Prionochilus percussus ignicapilla (Eyton, 1839)
  - Prionochilus percussus percussus (Temminck, 1826)
  - Prionochilus percussus regulus (Meyer de Schauensee, 1940)
- Prionochilus plateni Blasius, W, 1888 — Dicée de Palawan
  - Prionochilus plateni culionensis (Rand, 1948)
  - Prionochilus plateni plateni Blasius, W, 1888
- Prionochilus xanthopygius Salvadori, 1868 — Dicée à croupion jaune
- Prionochilus thoracicus (Temminck, 1836) — Dicée à poitrine écarlate, Dicée à gorge rubis